# St. Ulrich (Krumbach-Hürben)

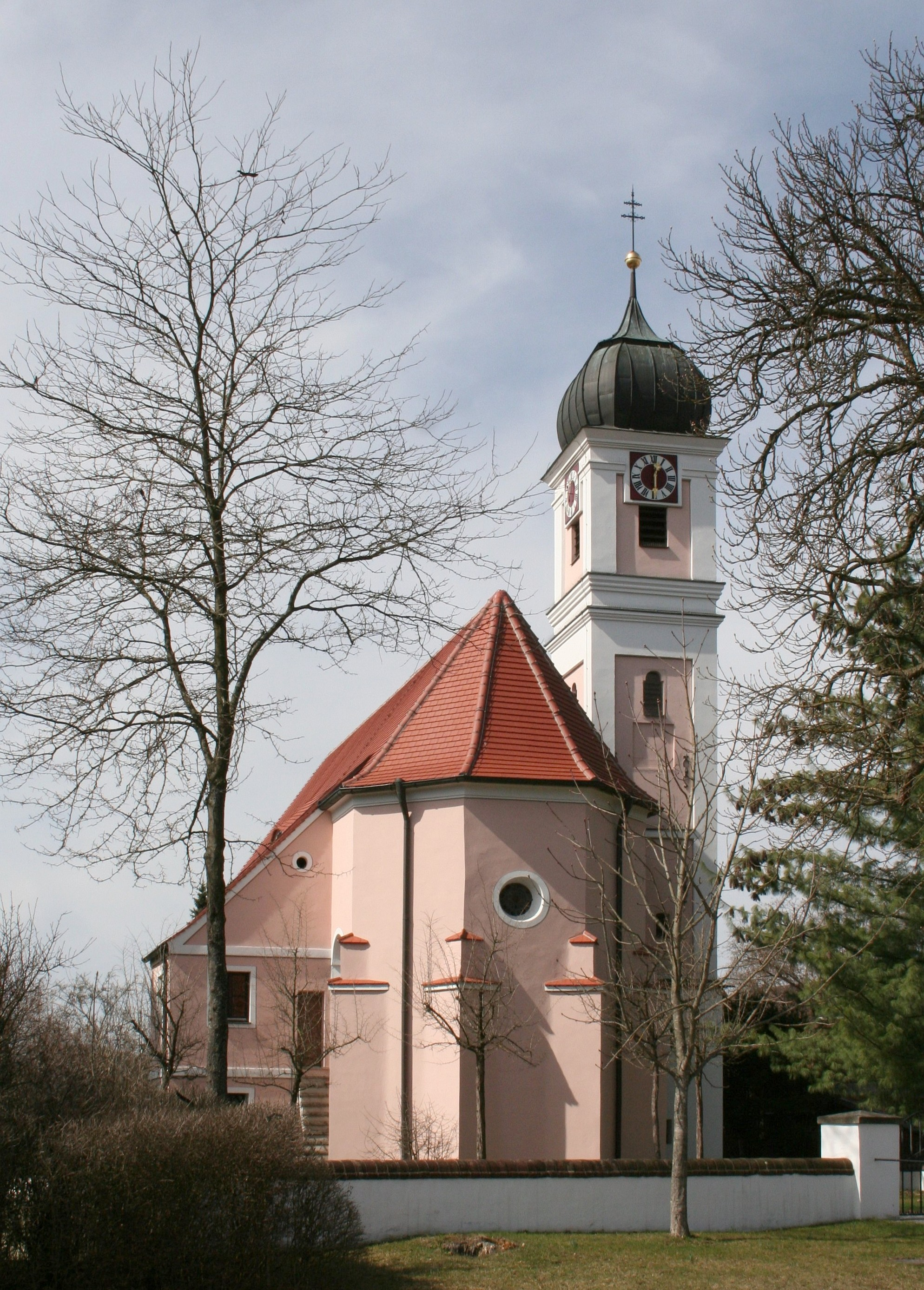
St.-Ulrichs-Kirche

St. Ulrich in Krumbach (Schwaben) ist die Kirche des bis zum Jahr 1902 selbständigen Dorfes Hürben. Ihrem heutigen Aussehen nach ist die Kirche eine Barockkirche, die Mauern des Gebäudes sind jedoch wesentlich älter.

## Baugeschichte
Das älteste Mauerwerk, das man bei der Renovierung der Ulrichskirche in den 1980er Jahren fand, wurde auf die Zeit um das Jahr 1000 datiert. Damit ist sie die älteste Kirche in Krumbach und gleichzeitig eine der ältesten im Bistum Augsburg.

Der heutige Bau wurde im Jahr 1438 erbaut. Darüber gibt eine Sandsteintafel im Kircheninneren Auskunft. Im 18. und 19. Jahrhundert bekam die Kirche ihr heutiges Aussehen.

## Ausstattung
Der neubarocke Hochaltar entstand gegen Ende des 19. Jahrhunderts. Das im Jahr 1848 geschaffene Altarbild, eine Kreuzigungsdarstellung, stammt von Johann Baptist Dollenbacher. Die Bilder in den Seitenaltären wurden zwischen 1780 und 1790 von der Malerfamilie Fröschle gemalt. Unter den Fresken, die Andreas Merck um das Jahr 1725 schuf, sind Darstellungen des Hl. Ulrich und der Schlacht auf dem Lechfeld. Die Kanzel ist aus der Zeit um 1850.
Die Orgel mit ursprünglich sechs Registern auf einem Manual und angehängtem Pedal (C–f) wurde 1827 von Joseph Anton Dreher als Brüstungswerk erbaut. 1899 führte die Firma Steinmeyer aus Oettingen umfangreiche Reparaturarbeiten durch. Dabei wurden u. a. die Register Quinta und Mixtur durch ein Salicional 8' ersetzt.
Inschriften im Inneren der Orgel belegen, dass sowohl 1955 als auch 1964 die Orgelbaufirma Reiser aus Biberach an der Riss Reparatur- und Wartungsarbeiten durchgeführt hat. In dem dazugehörigen Bestandsaufnahmeprotokoll vom 1. Dezember 1955 ist u. a. zu lesen: „[Die Orgel] ist stark verwurmt, Teile sind beschädigt, die Windladen sind mit Hopfen verschmutzt [...] die Mixturkanzelle [ist] leer.“ Auch wird der noch handbetriebene Blasebalg erwähnt, der sich heute noch – allerdings stillgelegt – auf dem Dachboden der Kirche befindet.
1986 wurde im Zuge der Kirchenrenovierung die Orgel von Maximilian Offner umgebaut. Dabei wurde der historische Spieltisch entfernt und ein neuer, etwas nach hinten versetzter Spieltisch samt neuem Pedal (C–d1) und neuer Spieltraktur montiert. Ferner wurde ein Subbass 16' hinzugefügt, der allerdings nicht voll ausgebaut ist.

## Sonstiges
Jedes Jahr wird in Hürben am 1. Sonntag im Juli das Ulrichsfest gefeiert, da am 4. Juli der Gedenktag des Hl. Ulrich ist.

## Belege
1. 1 2  Ullmann, F.G., (Fotos: Huber, M. & Huber, M.) 1992: Krumbach – Bilder aus Stadt und Land in Mittelschwaben. - Müller Druck und Verlag, Krumbach, 157 S.
2. ↑  Orgelbeschreibung auf Organ index, abgerufen am 7. März 2024.

Koordinaten: 48° 14′ 30,1″ N, 10° 22′ 14,5″ O